# Synegia scutigera
Synegia scutigera är en fjärilsart som beskrevs av W. Warren 1906. Synegia scutigera ingår i släktet Synegia och familjen mätare. Inga underarter finns listade i Catalogue of Life.